# Erwin Ramsdell Goodenough
Pour les articles homonymes, voir Goodenough.
Erwin Ramsdell Goodenough (24 octobre 1893 – 20 mars 1965) est un historien des religions qui étudie en particulier l’influence grecque sur le judaïsme dans le contexte de la formation d'un judaïsme hellénistique.

## Biographie
Né à Brooklyn, il fait ses études au Hamilton College, puis au Drew Theological Seminary, dans le New Jersey. En 1917, il obtient un B.A. en théologie au Garret Biblical Institute. Après trois années passées à Harvard, où il est notamment influencé par l’enseignement de George Foot Moore, il entre à l'Université d'Oxford où il reçoit un Ph.D. en 1923.
Dès l'obtention de son Ph.D., il rejoint l'Université Yale, où il est professeur d'histoire des religions de 1934 à 1962. Après une année d'enseignement à l'Université Brandeis où il est titulaire de la chaire d'études méditerranéennes (1962-1963), il poursuit ses recherches à la bibliothèque Widener d'Harvard.
De 1934 à 1942, il est rédacteur en chef du Journal of Biblical Literature. En 1968, un volume d'hommage sous la direction de Jacob Neusner est publié par Brill.
Ses archives personnelles sont conservées à Yale.

## Œuvres
- 1923 : The Theology of Justin Martyr.
- 1929 : The Jurisprudence of the Jewish Courts in Egypt.
- 1935 : The Mystic Gospel of Hellenistic Judaism.
- 1938 : The Politics of Philo Judaeus, with a General Bibliography of Philo.
- 1940 : An Introduction to Philo Judaeus.
- 1953-1965 : Jewish Symbols in the Greco-Roman Period (en douze volumes).
- 1955 : Toward a Mature Faith.